# مجسمه سوار بر اسب چارلز اول
مجسمه سوار بر اسب چارلز اول (انگلیسی: Equestrian statue of Charles I, Charing Cross)، مجسمه قدیمی مربوط به اسب سواری چارلز اول در منطقه چرینگ کراس (Charing Cross)، لندن، انگلستان است و توسط مجسمه‌ساز فرانسوی، هوبرت لو سور (۱۵۸۰ – ۱۶۵۸)، احتمالاً در ۱۶۳۳ ساخته شده است.
مجسمه چارلز اول پادشاه انگلستان را سوار بر اسب، با پوشش زره و چکمه و بدون کلاهخود نشان می‌دهد که یک عصا در دست راست خود دارد.

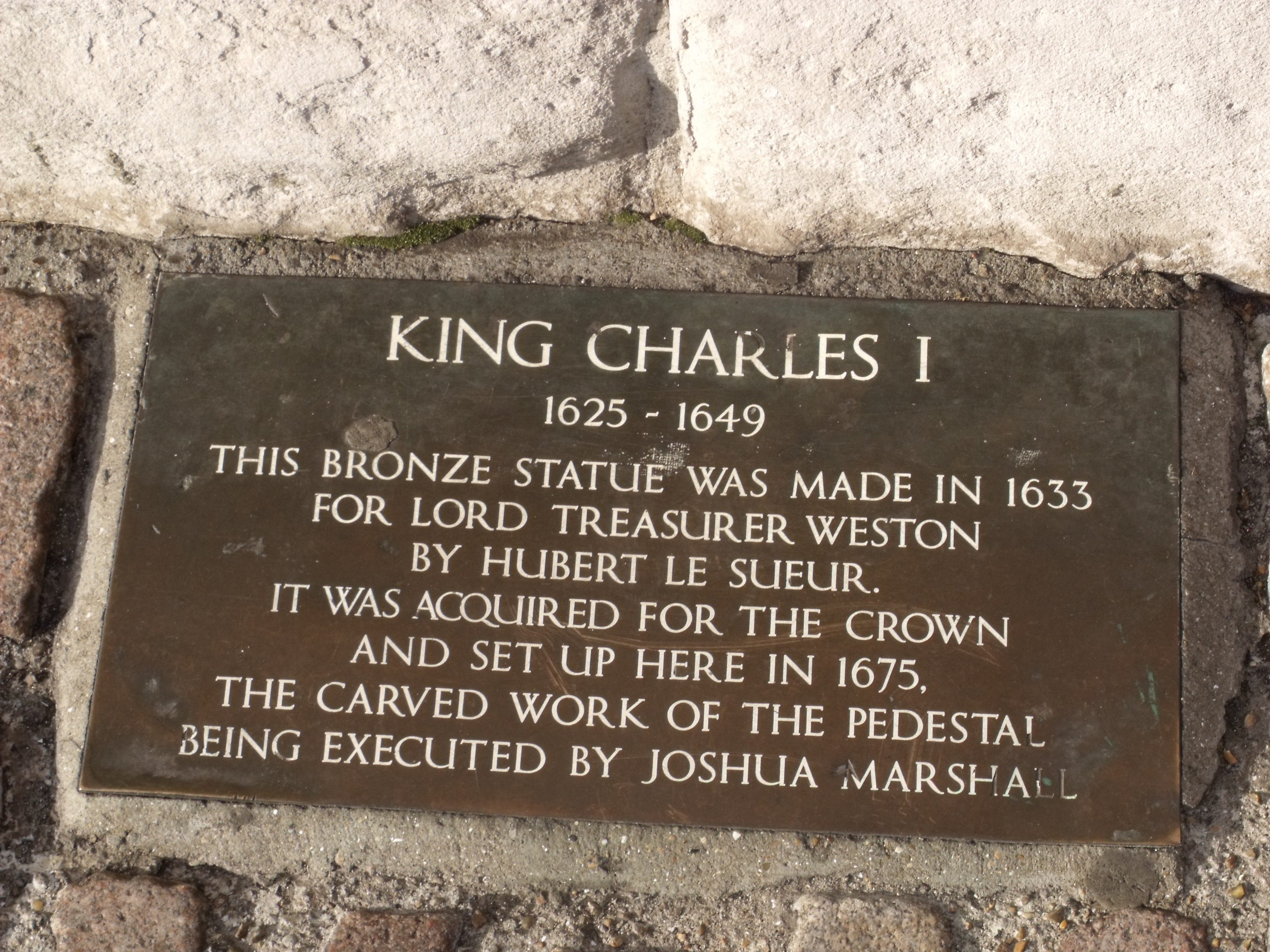
پلاک پس از جنگ جهانی دوم به پایه اضافه شد